# أوكتافيو سيسنيروس
أوكتافيو سيسنيروس (بالإنجليزية: Octavio Cisneros)‏ هو كاهن كاثوليكي أمريكي، ولد في 19 يوليو 1945 في مقاطعة فيلا كلارا في كوبا.